# Martha Remmert
Martha Remmert (Gross Schwein, 1853 - 1941) fou una pianista alemanya.

Fou alumna de Kullak de Tausig i de Liszt. establí la seva residència a Berlín, on adquirí gran reputació com a professora i com a interpret de música de cambra. Va ser directora de l'Acadèmia Frans Liszt, fundada per ella mateixa i presidenta de la Societat Internacional Franz Liszt. De Remmert va dir aquest compositor:
| « | <Tinc a Marta Remmert per l'única persona, entre els meus alumnes, amb aptitud suficient per a continuar la meva escola.> | » |